# Santiago Carpio
Robert Santiago Carpio Rodríguez (Loja, Ecuador, 1 de noviembre de 1979) es un actor ecuatoriano de teatro y televisión. Protagonizó la serie El más querido de Ecuavisa, basada en la vida del cantante Gerardo Morán, donde interpretó al artista, aunque es reconocido por interpretar roles antagónicos en diversas telenovelas como La taxista y Sharon la Hechicera.

## Biografía
Robert Santiago Carpio Rodríguez nació en Loja. 
En su casa acostumbraba a imitar a sus familiares y amigos, esto lo impulsó a realizar el casting para una película del director César Carmigniani, sobre la vida de Matilde Hidalgo de Procel, mientras trabajaba en un canal de televisión de Loja. Esto llamó la atención de Santiago al mundo de la actuación.
Se graduó en 2005 con el título de arquitecto de interiores y escenografías. Ese mismo año se trasladó a Guayaquil donde siguió la carrera de comunicación social, además de actuación.
Su carrera por la televisión abarcan las novelas y series Rosita la Taxista, El exitoso Lcdo. Cardoso, El más querido y Sharon la Hechicera de Ecuavisa; y como presentador del programa QSS de TC Televisión.
Se desempeñó en el teatro infantil, experimental y clásico. Fue parte de la obra Un Tranvía Llamado Deseo y realizó obras de su autoría como los musicales de Matilde Hidalgo, El Cura sin Cabeza, El Juguetero, entre otras. También fue productor durante dos años seguidos del Festival Loja Sobre Tablas.
En el cine fue parte de las películas basadas en la vida de Narcisa de Jesús y Matilde Hidalgo, además de la película basada en la leyenda de La Dama Tapada.
En 2017 fue director municipal del Festival Internacional de Artes Vivas Loja.

## Filmografía

### Series y telenovelas
| Año       | Título                   | Personaje                |
| --------- | ------------------------ | ------------------------ |
| 2020      | Si se puede              | Vicente Román            |
| 2018-2019 | Sharon la Hechicera      | Damian Monroy "Mandrake" |
| 2017      | Lo que esta pa ti        | Santiago                 |
| 2016      | Los hijos de Don Juan    | Carmelo                  |
| 2016      | El más querido           | Gerardo Morán            |
| 2010      | La taxista               | Rodrigo Robalino Herzog  |
| 2009      | El exitoso Lcdo. Cardoso | Dr. Carlos Machiavello   |